# فريدريك ماركس (أستاذ جامعي)
فريدريك ماركس (بالألمانية: Friedrich Marx)‏ هو عالم لغوي كلاسيكي ألماني، ولد في 22 أبريل 1859 في دارمشتات في ألمانيا، وتوفي في 17 أكتوبر 1941 في بون في ألمانيا.